# 133243 Essen
133243 Essen este un asteroid din centura principală de asteroizi.

## Descriere
133243 Essen este un asteroid din centura principală de asteroizi. A fost descoperit pe 2 septembrie 2003 la Essen de T. Payer. Asteroidul prezintă o orbită caracterizată de o semiaxă mare de 2,60 ua, o excentricitate de 0,05 și o înclinație de 7,1° în raport cu ecliptica.